# Aires de Sá e Melo
Aires de Sá e Melo de Meneses e Souto Maior, Senhor da Casa de Anadia  (1715–1786) foi um político e diplomata português do século XVIII.
Exerceu o cargo de Secretário de Estado dos Negócios Estrangeiros e da Guerra entre 2 de Setembro de 1775 e 1786 e, entre de 4 de Março de 1777 e 9 de Dezembro de 1785, foi também o primeiro-ministro do país.
Aires de Sá e Melo foi casado duas vezes. Sua primeira esposa (1735) foi Sebastiana Inês de Melo de Sousa e Cáceres, com quem teve duas filhas: Maria de Sá e Sebastiana de Sá. A segunda esposa (1752) foi a jovem Maria Antónia de Sá Pereira de Meneses, com quem teve outras duas filhas (Maria das Neves de Sá e Maria Antónia de Carvalho Cortes de Vasconcelos) e um filho (João Rodrigues de Sá e Melo, Visconde de Anadia).
Criou o Conselho de Justiça e ampliou as responsabilidades militares dos governadores das províncias.